# 마리아 테레사 라파엘라 데 에스파냐 왕녀
스페인의 마리아 테레사 라파엘라(María Teresa Rafaela de Borbón, 1726년 6월 11일 ~ 1746년 7월 22일)는 프랑스의 왕태자 도팽 루이 페르디낭의 첫 번째 아내이다. 프랑스식 이름은 마리 테레즈 앙투아네트 라파엘 드 부르봉(Marie-Thérèse-Antoinette-Raphaëlle de Bourbon)이다.

## 생애
1726년 마드리드의 왕궁에서 스페인 국왕 펠리페 5세와 그의 두 번째 왕비 이사벨 디 파르네시오의 둘째딸로 태어났다. 아버지 펠리페 5세는 루이 14세의 손자이자 루이 15세의 숙부로, 마리아 테레사에게 루이 15세는 사촌오빠였으며 그 아들 도팽 루이 페르디낭은 종질이었다. 마리아 테레사의 언니 마리아나 빅토리아는 본래 루이 15세의 왕비가 될 예정이었으나 프랑스 측에서 혼담을 파기하고 그녀를 스페인으로 돌려보낸 일로 당시 양국의 왕실의 사이는 험악했다. 같은 부르봉(보르본) 가의 혈통을 잇는 왕실로서 양국의 화해를 위해서는 새로운 혼담이 필요했다. 마리아 테레사의 오빠 펠리페와 루이 페르디낭의 누나 엘리사베타의 결혼에 이어서 마리아 테레사와 그녀보다 세 살 어린 루이 페르디낭의 결혼이 결정되었다. 1745년 2월 23일 마리아 테레사는 베르사유 궁전에서 루이 페르디낭과 결혼했고 마리 테레즈 라파엘로 불리게 되었다. 그녀는 내성적인 성격으로 궁정의 분위기에 잘 어울리지 못했지만 남편과는 사이가 무척 좋았다.
1746년 7월 19일 마리아 테레사는 딸 마리 테레즈를 낳았고 사흘 뒤인 22일, 숨을 거두었다. 그녀의 죽음을 무척 슬퍼한 루이 페르디낭은 이후 작센 공녀 마리아 요제파와 재혼했지만 숨을 거둘 때 자신의 심장을 첫 번째 아내 마리아 테레사의 묘 곁에 두어달라는 유언을 남겼다.

## 자녀
- 마리 테레즈(1746~1748)[1]